# Hansa Luftbild
Die Hansa Luftbild ist ein international ausgerichteter Geoinformations-Dienstleister für Luftbilder, Sensorflüge, Softwareentwicklung, Analyse und Beratung rund um Raumplanungen. Sitz der Aktiengesellschaft ist Münster.

## Geschichte bis 1945

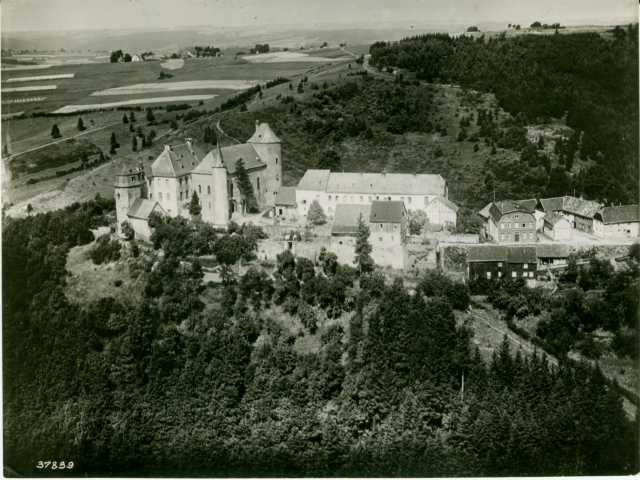
Schrägaufnahme der Burg Wildenburg in der Eifel, Hansa Luftbild, 1932

Das Unternehmen geht ursprünglich auf die 1919 gegründete Luftbildabteilung der Deutschen Luft-Reederei (DLR) zurück, deren Leitung der AEG-Ingenieur Alexander Meißner innehatte. Zwei Jahre später übernahm Wilhelm Gessner die Führung der Abteilung. Als 1923 die DLR zur Deutschen Aero Lloyd fusionierte, wurde die Luftbildabteilung am 31. Dezember 1923 als Aero Lloyd Luftbild GmbH (ALL) in Berlin eigenständig. 1926 schlossen sich die Deutsche Aero Lloyd und die Junkers Luftverkehr AG, die ebenfalls mit der Junkers Luftbild-Zentrale eine Luftbildabteilung hatte, auf Druck des Staates zur Deutschen Luft Hansa AG zusammen. In der Frage, welche der beiden Abteilungen man als Tochtergesellschaft beibehalten solle, entschied man sich letztlich für die Aero Lloyd Luftbild GmbH und firmierte sie am 29. Juni 1926 zur Hansa Luftbild GmbH um.
1928 kam es zu einer folgenreichen Einigung Gessners mit dem Geodäten Max Gasser. Diesem waren während des Ersten Weltkrieges aus kriegswichtigen Gründen die Patente zur Auswertung von Luftaufnahmen konfisziert worden, wogegen er später Klage erhob. Nachdem er 1928 den Rechtsstreit gewonnen und den Luftbildfirmen einstweilige Verfügungen angedroht hatte, einigte sich Gessner mit ihm auf einen Nutzungsvertrag. Die dadurch anfallenden Kosten, Lizenzgebühren an die Luft Hansa sowie der Kauf der Luftbildabteilung der Frankfurter Südwestdeutschen Luftverkehrs AG führten im Folgejahr dazu, dass die Hansa Luftbild kurz vor der Zahlungsunfähigkeit stand. Angesichts der hinzukommenden Auswirkungen der Weltwirtschaftskrise war das Unternehmen gezwungen, das Personal von 27 auf lediglich neun Personen zu reduzieren. Eine Aufstockung der Anteile am Unternehmen durch die Luft Hansa besserte die Lage zum Jahreswechsel 1930/31.
Das nationalsozialistische Regime verfügte mit Wirkung zum 1. Januar 1934, dass die drei größten im Deutschland der Zwischenkriegszeit entstandenen Konkurrenten – die Junkers Luftbild-Zentrale, die Aerokartographisches Institut AG sowie die Luftbildabteilung der Photogrammetrie GmbH – aus „Sicherheitsgründen“ der Hansa Luftbild zwangsintegriert wurden, was faktisch zu einer gewünschten Zentralisierung und Monopolisierung des zivilen Luftbildwesens führte. Die eingegliederten Unternehmen agierten als Filialen in Breslau (1936 aufgelöst), München und Bonn weiter, während der Hauptsitz in Berlin verblieb. Unter der fortlaufenden Führung von Wilhelm Gessner entwickelte sich die HLB von da an zu einem der größten Luftbildunternehmen weltweit.
Anfang 1938 bezog die Firmenzentrale Räume im teilweise fertiggestellten Komplex des Tempelhofer Flughafens. Die Bonner Filiale wurde wiederum im September 1939 nach Münster verlegt, wo, wie in Tempelhof, durch den Architekten Ernst Sagebiel ein modernes Gebäude errichtet worden war. Bei beiden Verlegungen spielte die unmittelbare Nähe zu militärischen Aufklärungsstellen eine große Rolle. Mit dem im selben Monat durch das Regime ausgelösten Zweiten Weltkrieg wurde die Hansa Luftbild als Sonderluftbildabteilung (SOBIA) dem Reichsluftfahrtministerium unterstellt, behielt aber parallel auf Intervention Gessners den privatwirtschaftlichen Status. Im Laufe des Krieges wurden aufgrund der großen Bedeutung der Luftaufklärung weitere Filialen in Wien, Erfurt und Brünn eingerichtet. Gegen Ende des Krieges ging die Zentrale in Berlin mitsamt dem Archiv in Flammen auf, während die Münsteraner Filiale den Krieg unbeschadet überstand, den Betrieb aber einstellen musste.

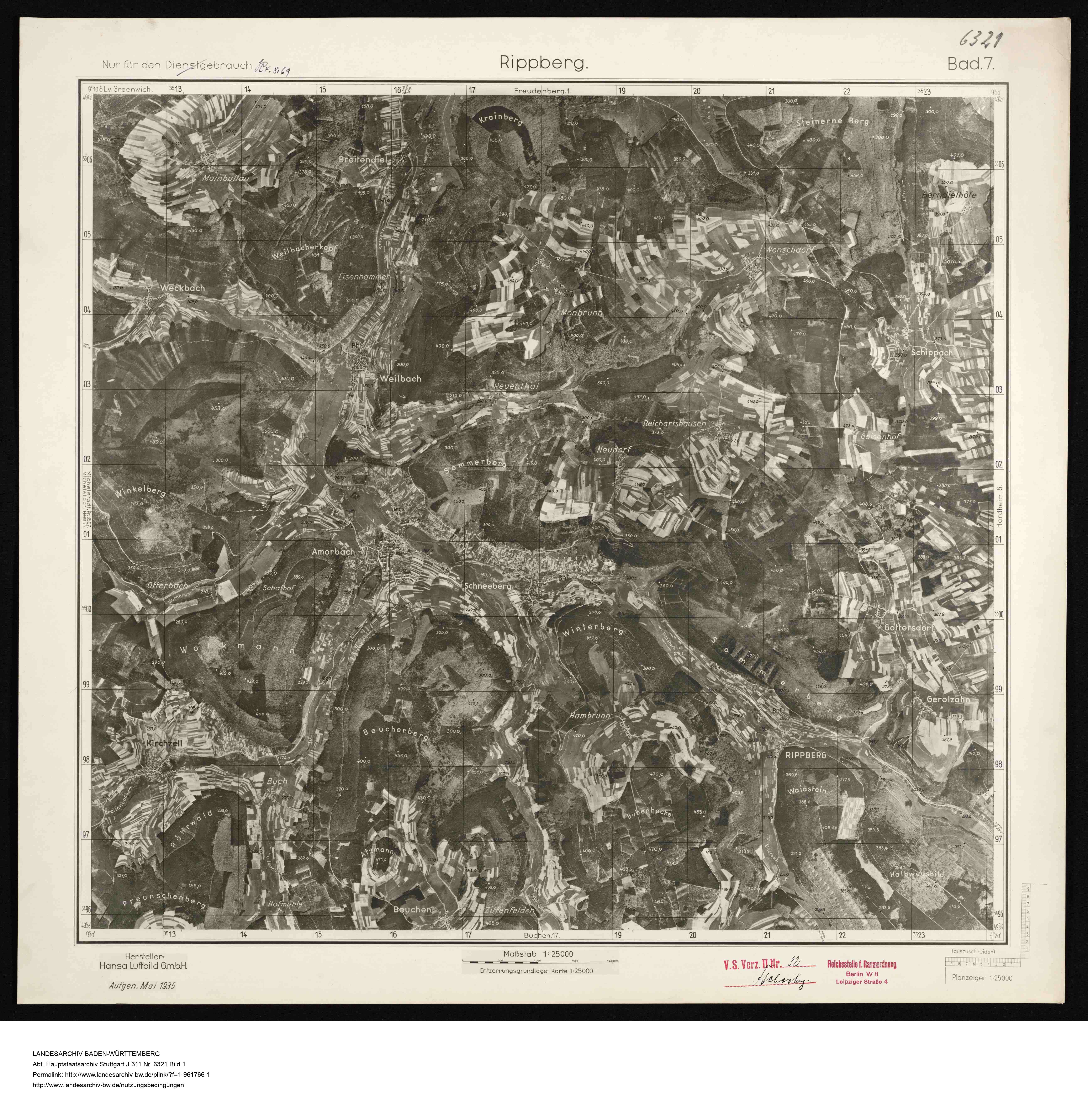
Senkrechtaufnahme von Rippberg und Umgebung, Hansa Luftbild, 1935

### Luftbildaktivitäten
In den ersten Jahren des Bestehens des Unternehmens konzentrierte sich dieses auf die Herstellung von Schrägaufnahmen für Publikationen, wandte sich aber schnell Senkrechtaufnahmen für kartografische Zwecke zu. Trotz teilweise recht starker Konkurrenz konnte sich die HLB infolge der staatlichen Bevorzugung bei öffentlichen Aufträgen oftmals durchsetzen und avancierte 1925 zum Vertragspartner des Reichsamtes für Landesaufnahme.
Ab 1934 konkurrenzlos wurde die HLB für alle luftbildnerische Zwecke herangezogen wie der Kartografie, der Archäologie, der Biologie, zur Planung und Dokumentation großer infrastruktureller Maßnahmen wie dem Autobahnbau oder der Moortrockenlegung usw. Hinzu kamen Expeditionen beispielsweise in die Republik China, 1932 nach Grönland sowie 1938 und 1939 im Rahmen der ideologisch geprägten Deutschen Antarktischen Expedition. Aufgrund der letztgenannten Aktivität finden sich heute geografische Objekte in der Antarktis, die die Namen von Persönlichkeiten der Firma tragen, so die nach dem langjährigen Leiter benannte Geßnerspitze und die nach dem Fotografen und Geodäten Max Bundermann benannte Bundermannkette.
Mit Kriegsbeginn wurde die zivile Luftbilderstellung zugunsten der militärischen größtenteils eingestellt.

## Geschichte seit 1945

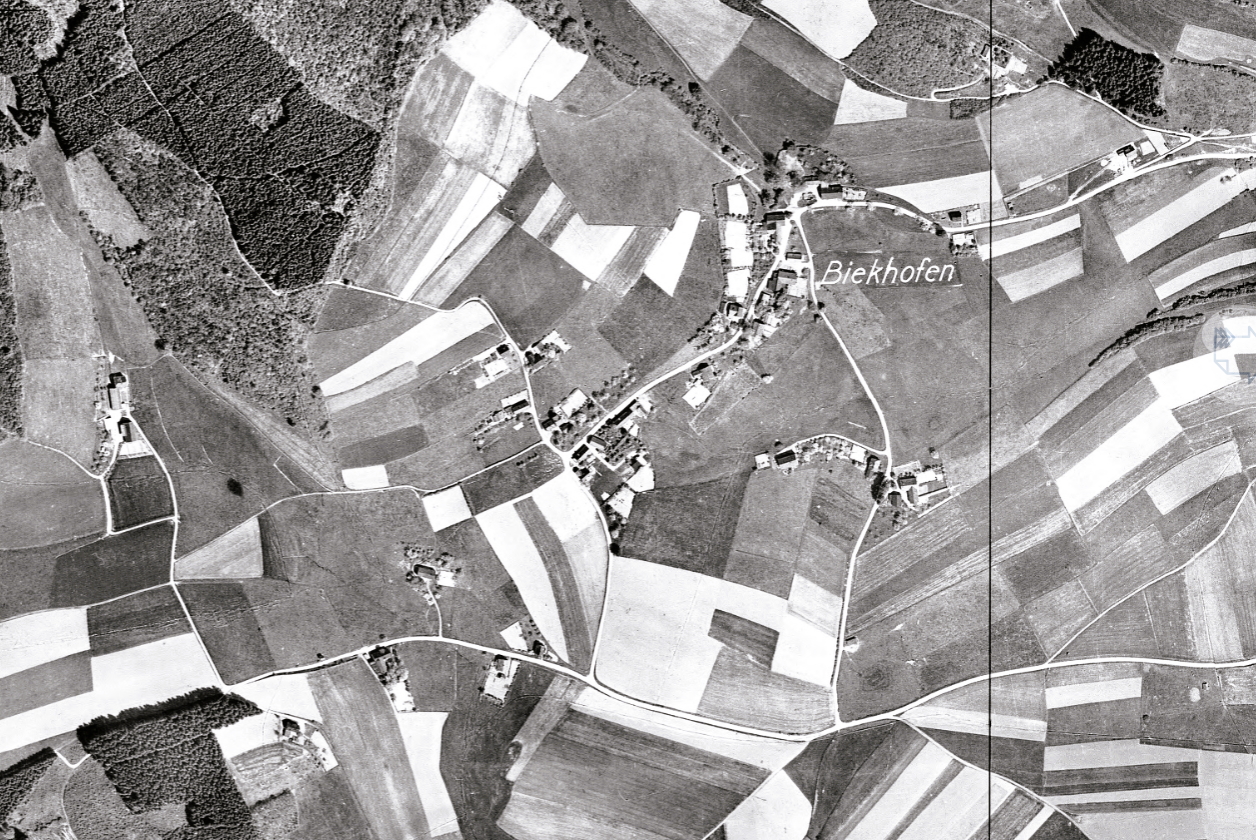
Senkrechtaufnahme von Biekhofen, Hansa Luftbild, 13. August 1953

Nach dem Zweiten Weltkrieg bescheinigte der Direktor der Lufthansa der Hansa Luftbild den privatwirtschaftlichen Status und setzte Bruno Weist – den Leiter der Münsteraner Filiale – als Treuhänder ein. Ab 1950 konnte das Unternehmen mit Hilfe von ausländischen Flugzeugen und Besatzungen wieder Luftaufnahmen erstellen. Mit der Wiedererlangung der deutschen Lufthoheit 1955 flog die Hansa Luftbild wieder in Eigenregie.
Vor allem seit dem Wirtschaftswunder in den 1950er und insbesondere in den 1960er Jahren lieferten die von der Hansa Luftbild ermittelten Daten die Grundlage zur Planung großer Infrastrukturprojekte in Westdeutschland, etwa für den Straßenbau, Eisenbahn-Führungen und Wasserwege sowie Pipelines oder etwa für die Trassenführung von Hochspannungsleitungen.
Ab den 1970er Jahren rückte vermehrt die Erhebung von Daten für den Umweltschutz in den Blickpunkt. Zur Ermittlung von Schäden an der Umwelt, für Studien der Vegetation und für Umweltverträglichkeitsprüfungen gewann die Elektronische Datenverarbeitung (EDV) und die Digitalisierung eine immer größere Bedeutung. So begann die Hansa Luftbild beispielsweise mit der Entwicklung eigener Software und konzentrierte sich vermehrt auf die Optimierung von Geschäftsprozessen von Auftraggebern aus Wirtschaft und Verwaltung.
Während in den 1990er Jahren durch die Deutsche Wiedervereinigung vor allem Luftbildaufnahmen getätigt und andere Daten gesammelt wurden zum Ausbau und zur Erneuerung der Infrastruktur Ostdeutschlands, für die Stadt- und Regionalplanung sowie für Umweltschutzmaßnahmen, gewannen mit der parallel einsetzenden Globalisierung vor allem internationale Projekte an Bedeutung. Im letzten Jahrzehnt des 20. Jahrhunderts setzte auch bei der Hansa Luftbild der Übergang vom analogen zum digitalen Zeitalter ein. Damit wurden neue Verfahren wie das Airborne Laserscanning und die Digitalfotografie eingeführt und Software für flächendeckende Geschäftsprozesse entwickelt.

## Hansa Luftbild-Preis
Anlässlich des 50-jährigen Firmenjubiläums stiftete die Hansa Luftbild erstmals 1973 und seitdem annähernd jährlich einen mit umgerechnet 1500,- Euro dotierten Preis „für einen besonders wertvollen Beitrag im Organ der Deutschen Gesellschaft für Photogrammetrie und Fernerkundung, der Zeitschrift Photogrammetrie - Fernerkundung - Geoinformation“. Die Preisübergabe erfolgt jeweils im Rahmen einer Feier während der „Photogrammetrischen Woche“ oder während der Hauptversammlung der Deutschen Gesellschaft für Photogrammetrie und Fernerkundung.

## Schriften
- Luftbild und Luftbildmessung, 1923 erstmals von der Aero Lloyd Luftbild GmbH herausgegeben, danach bis 1944 in Berlin in unregelmäßigen Abständen von der Hansa Luftbild GmbH (ZDB-ID 532172-4)